# Улица Василия Стуса (Киев)
У́лица Васи́лия Сту́са (укр. ву́лиця Василя́ Сту́са) — улица в Святошинском районе города Киева, жилой массив Академгородок. Пролегает от Беличанской улицы до проспекта Академика Палладина.
Примыкает улица Семашко.

## История
Улица возникла в первой половине XX века под названием 46-я Новая. В 1944 году получила название Совхозная. В 1980-е годы улицу полностью перестроили и перепланировали. Современное название в честь
В. С. Стуса — с 2003 года.